# Schönberg (Altmark)
Schönberg (Altmark) este o comună din landul Saxonia-Anhalt, Germania.